# 프랑스 육군
프랑스 육군(프랑스어: Armée de Terre)은 프랑스 국방부 산하에 있는 군사기관이며 2010년 기준 112,860명의 정규군을 거느리고 있다.

## 같이 보기
- 프랑스 공군
- 프랑스 해군